# اوگینیا رودینا
 اوگینیا رودینا ([Евгения Сергеевна Родина] Error: {{Lang}}: متن دارای نشانه‌گذاری ایتالیک است (راهنما)؛ زادهٔ ۴ فوریهٔ ۱۹۸۹) یک تنیس‌باز اهل روسیه است.